# Jubilee House
Jubilee House eller Golden Jubilee House är det officiella residenset för Ghanas president. 
Palatset består av fyra byggnader med en gemensam övervåning och sägs påminna om Ashanti-folkets gyllene stol. Byggnaderna i glas och stål har en bas på 19×19 meter och avsmalnar mot taket. En stålkonstruktion på taket utgör stolens sits. Jubilee House uppfördes 2008 med stöd från Indiens regering intill en tidigare administrationsbyggnad i den brittiska kolonin Guldkusten som kallades Flaggstaff House. Byggnaden fick namnet Golden Jubilee House i samband med firandet av 50-årsjubileet för Ghanas självständighet.
Presidentens administration, som tidigare hade säte i Osu Castle, flyttade in i byggnaden 2013 och i mars 2018 fick palatset sitt nuvarande namn av president Nana Akufo-Addo.